# 南京1912
南京1912是位于南京中国近代史遗址博物馆（南京总统府）西侧的一处集酒吧、咖啡屋、餐厅和KTV于一身的休闲时尚街区，由于街区中的建筑都是具有民国建筑风格的建筑，所以整个酒吧街区拥有极其浓郁的民国“风味”。
“南京1912”的名称来源于中华民国元年1912年，汇集包括星巴克在内的30多家时尚休闲娱乐品牌。

## 建设规划
“南京1912”休闲时尚街区的项目投资商为江苏省政协，总投资资金达到了6亿元人民币。南京1912的经营所有者为南京东方三采投资顾问有限公司，经营权为10年。
项目所在地为长江路与太平北路交汇处的“L”型地段，原址大部分为20世纪30年代中期所建设的小区板桥新村，因附近清溪上的石板桥而得名，其设计者为刘福泰，均为二层住宅，含16栋双联式住宅（每栋两户）和南北两排联排式住宅（每排8户），局部形成里弄，在此居住的原为交通银行职员和国民政府的高级公务员，以及中央陆军大学的教官，后改作中央大学教授住宅。
2002年建设方开始对其进行拆迁、建设和修复，最终街区中保留了17座建筑中的5座民国风格的建筑，其中两座建筑为清朝末年的建筑（笼子巷英国人住宅旧址，建于1910年），两座为民国时代建筑（国民党青年军官宿舍旧址，建于1945年），还有一座为落架大修的建筑（C字楼，由江苏督军齐燮元建于1923年，后用作国民政府军政部、参谋本部办公用地，1949年后曾为部队用房），即将原建筑拆除，使用原材料在原址上以原貌复建，原板桥新村则全部被拆除。此外在街区内还建有“共和”、“博爱”、“新世纪”和“太平洋”四个主题街区广场，街区总建筑面积达到了三万多平方米。

## 经营和现状
南京1912于2004年12月24日正式对外营业，当日经营商还用造雪机进行造势。街区在2008年10月获得了由中国步行商业街委员会颁布的中国特色商业街称号。1912在2006年接待了120万人次，街区现每日光临人数为一点五万人，平均每晚停靠五百辆汽车，年营业额超过2亿元人民币。
但是由于1912中年轻消费者较多且娱乐场所内管理不严，导致了部分毒品流入至1912街区。

## 交通

### 公共汽车
| 大行宫北站 | 大行宫北站      | 大行宫北站 | 大行宫北站         | 大行宫北站         |
| 编号       | 路线            | 路线       | 路线               | 备注               |
| ---------- | --------------- | ---------- | ------------------ | ------------------ |
| Y2         | 应天大街·雨花路 | →          | 大瓜园             | 原 802（第一代）   |
| Y2         | 应天大街·雨花路 | ←          | 高力家居港         | 原 802（第一代）   |
| 2          | 中华门地铁站    | ⇆          | 墨香路总站         |                    |
| 3温馨线    | 随家仓          | ↻          | 随家仓             |                    |
| 3温馨线    | 随家仓          | ↺          | 随家仓             |                    |
| 31         | 中山码头        | ⇆          | 建康路             |                    |
| 44         | 宁双路东        | ⇆          | 兰园               |                    |
| 65         | 宁工新寓        | ⇆          | 双桥门东           |                    |
| 68         | 湖西街总站      | ⇆          | 月苑南路           |                    |
| 80         | 富贵山          | ⇆          | 福园街             |                    |
| 95         | 南堡公园西      | ⇆          | 总统府             |                    |
| 304        | 雨花台南大门    | ⇆          | 西家大塘           | 部分班次绕经峨眉路 |
| 313        | 集庆门          | ⇆          | 抗日航空烈士纪念馆 |                    |

### 地铁
南京地铁二号线大行宫站下，沿太平北路向北走400米，位于路东。

## 图集

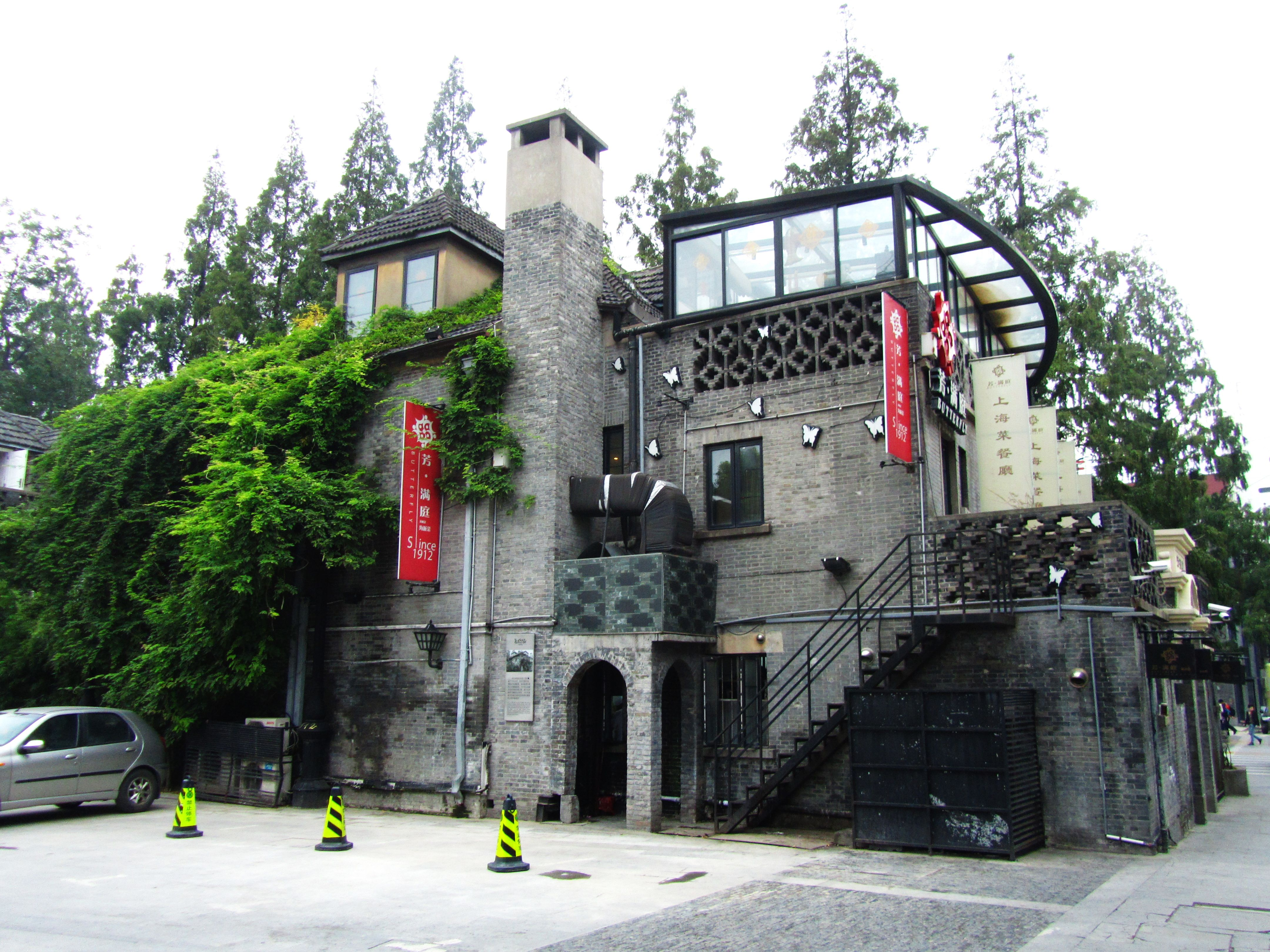
笼子巷英国人住宅旧址，为1912内现存最早的建筑
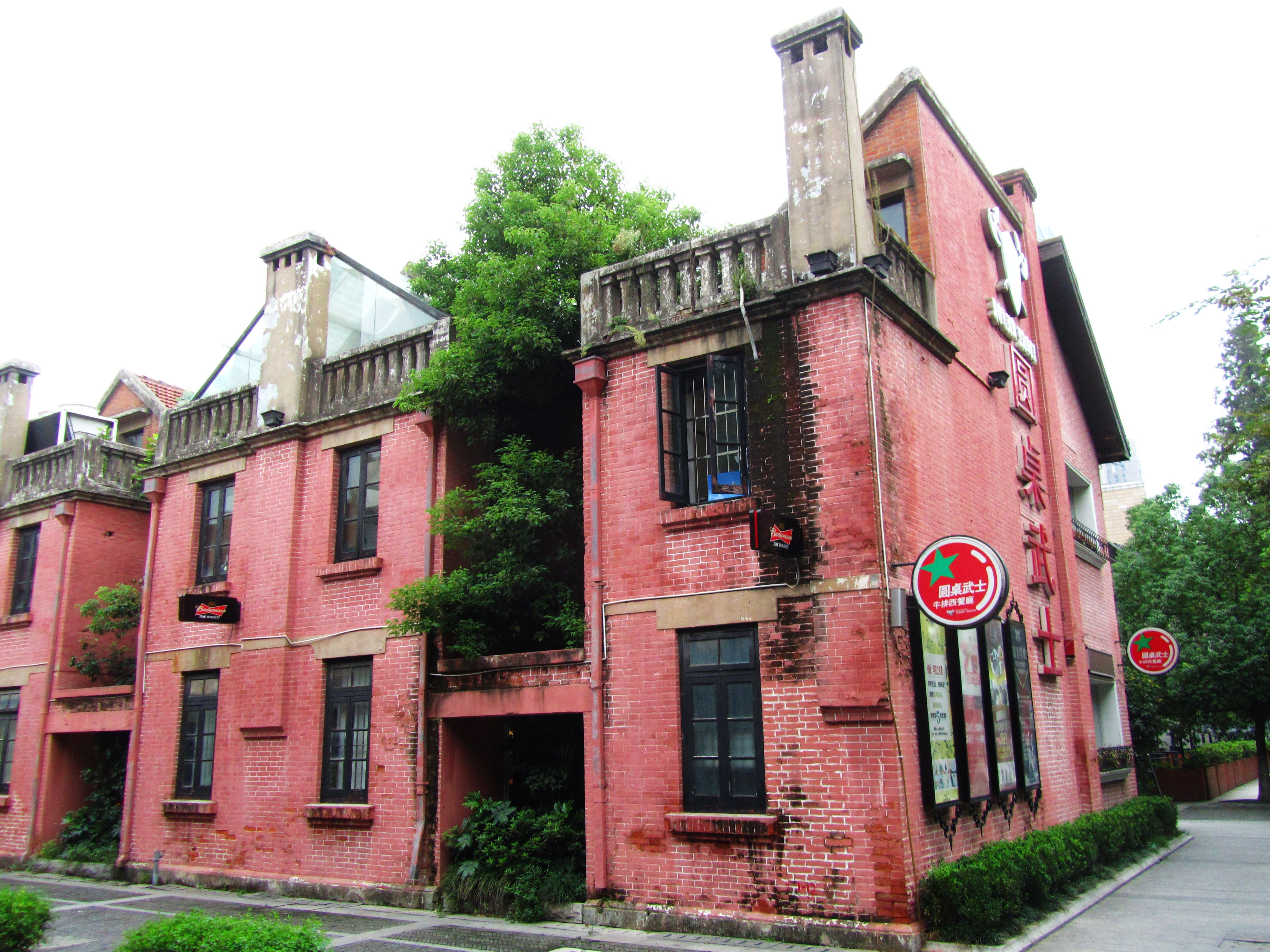
原国民党青年军官宿舍旧址
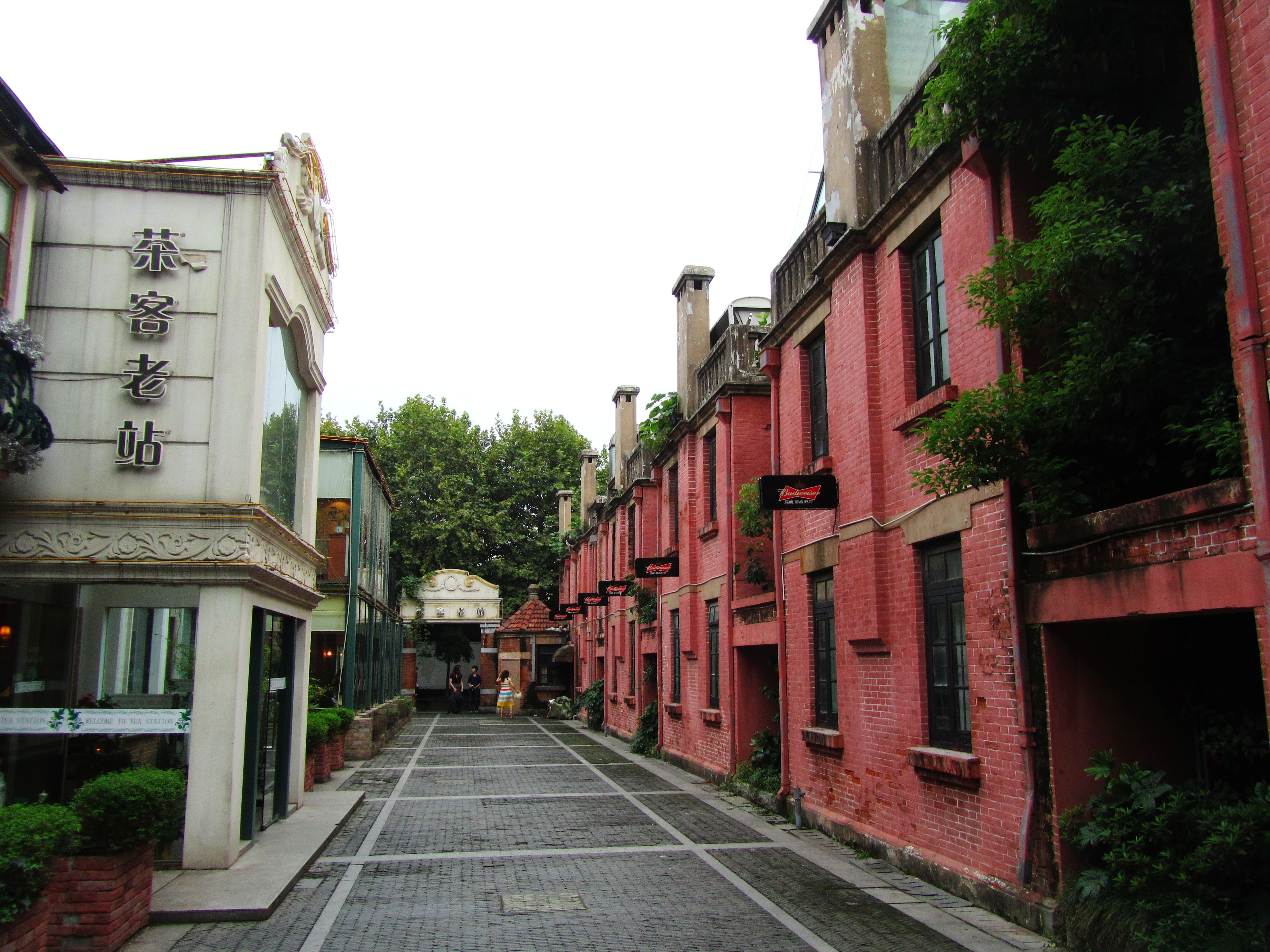
原国民党青年军官宿舍旧址
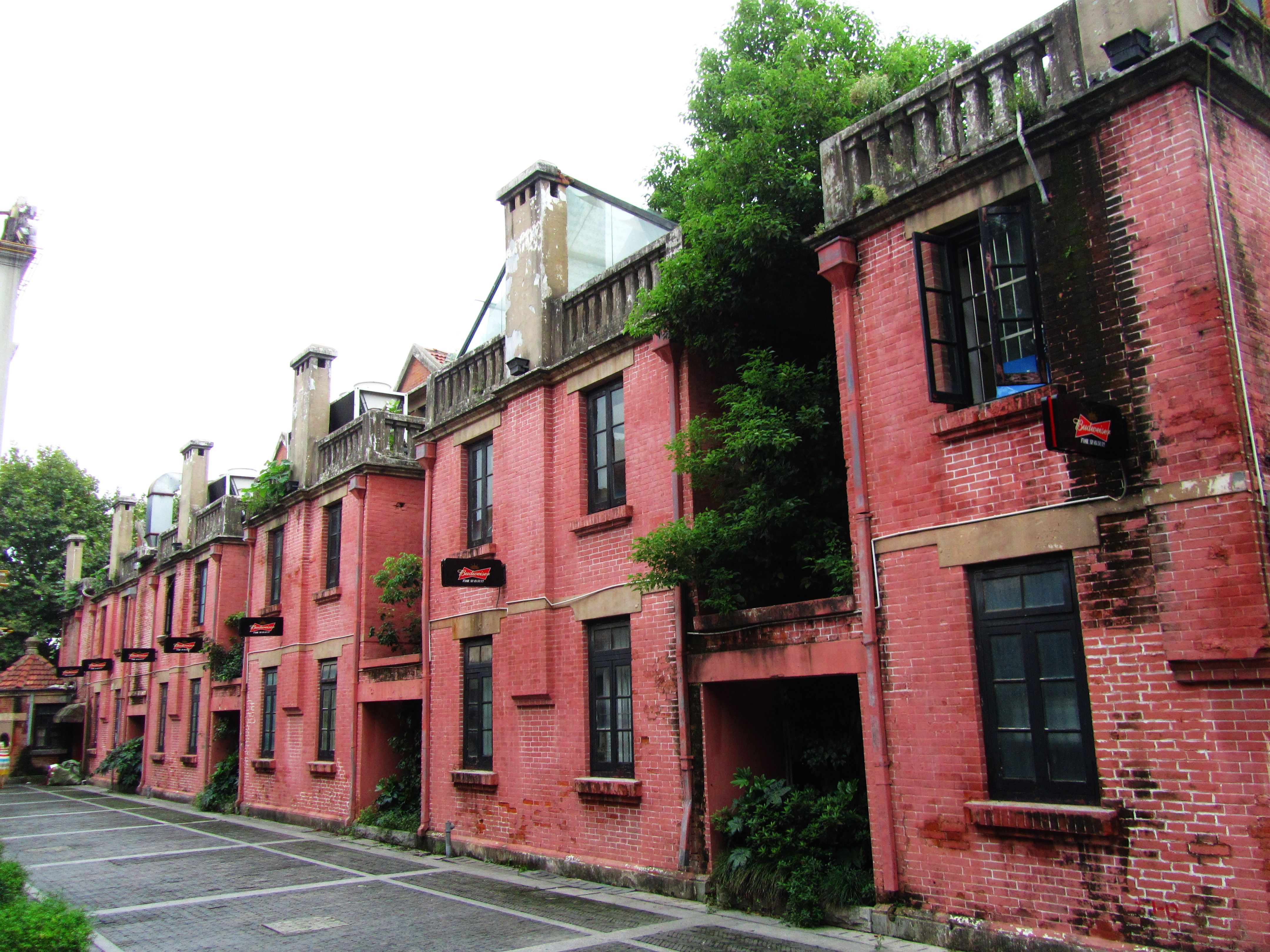
原国民党青年军官宿舍旧址
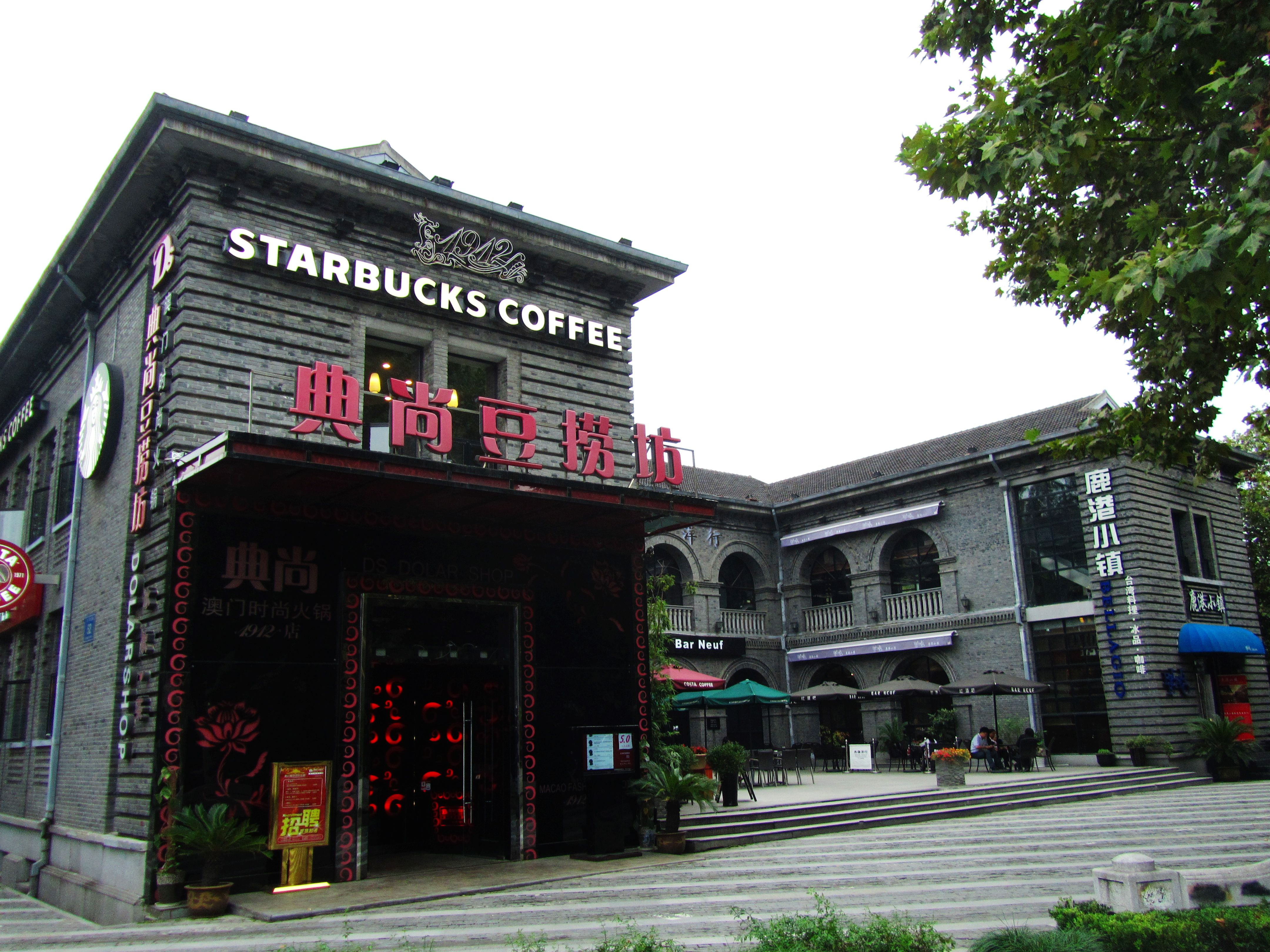
落架大修后的C字楼，原国民政府军政部、参谋本部办公用地
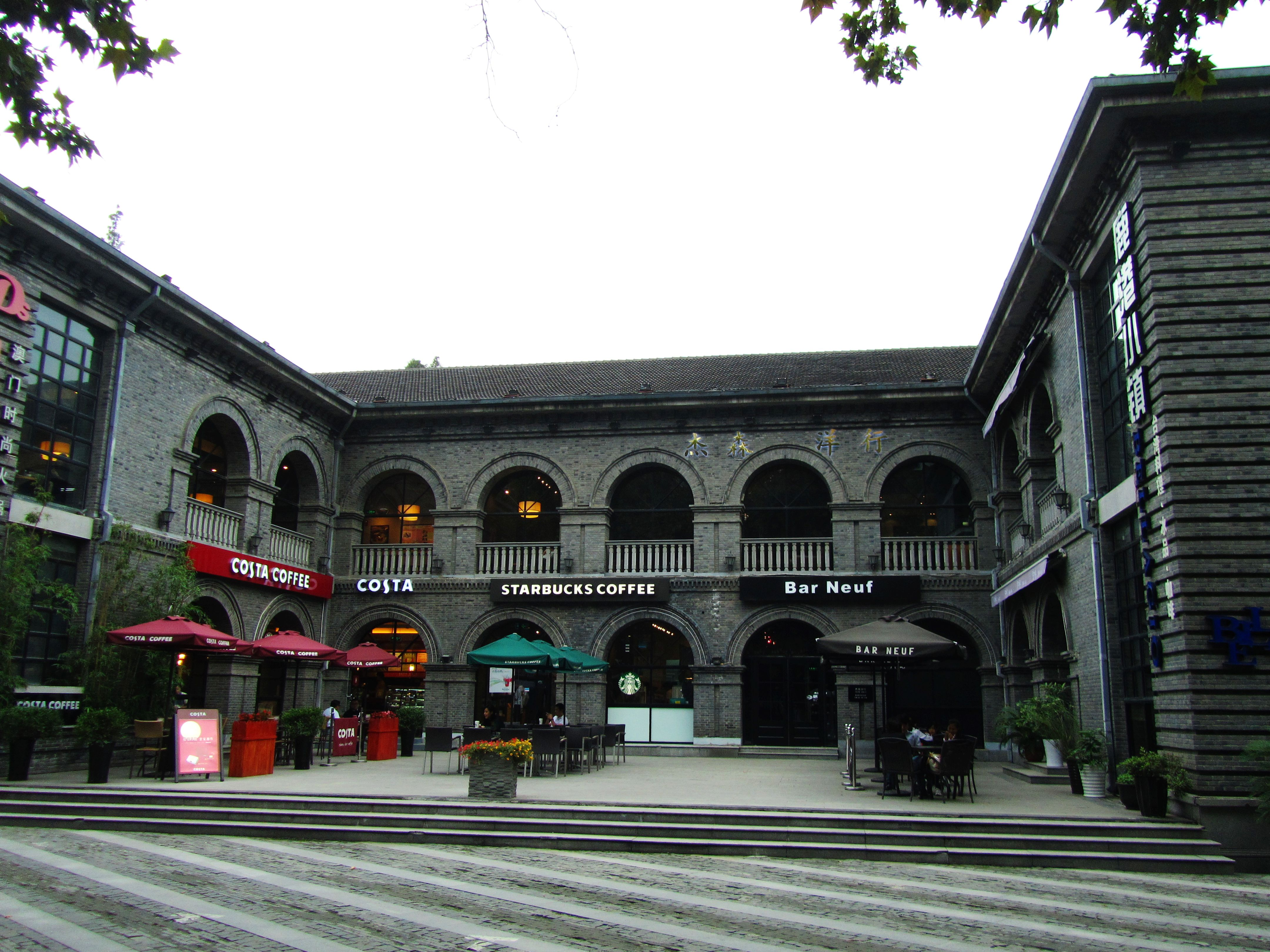
落架大修后的C字楼，原国民政府军政部、参谋本部办公用地